# Zarubezhneft
JSC Zarubezhneft (en ruso: Зарубежнефть) es una compañía petrolera rusa controlada por el estado, con sede en Moscú que se especializa en la exploración, desarrollo y operación de campos de petróleo y gas fuera del territorio ruso. Sergei Kudryashov es el director general de la compañía y Nikolai Tokarev es el presidente de la junta.

## Descripción
Según el sitio web de la compañía, las principales actividades de Zarubezhneft son: exploración, desarrollo y operación de campos de petróleo y gas en el extranjero; diseño, construcción y operación de refinerías de petróleo, granjas de tanques y sistemas de tuberías; aplicación de tecnologías rusas avanzadas para el desarrollo de campos petroleros; prueba y exportación de métodos modernos de alta tecnología para mejorar la recuperación de petróleo y operaciones de exportación e importación para el suministro de equipos tecnológicos.
La compañía fue fundada en 1967 por el gobierno soviético para operar en estados amigos.
Las operaciones más notables de Zarubezhneft se encuentran en Vietnam, donde tiene varias empresas conjuntas con la empresa vietnamita  PetroVietnam, incluida la empresa conjunta Vietsovpetro.
En 2009, el director general de Zarubezhneft, Nikolai Brunich, recibió la Orden del Trabajo de Vietnam, de primera clase, en reconocimiento a sus contribuciones al exitoso funcionamiento de Vietsovpetro y la cooperación entre Vietnam y Rusia.
En 2019, 3 de octubre, el primer ministro ruso Dmitri Medvédev inauguró el primer pozo de extracción horizontal en Cuba entre la compañía rusa y su socio cubano Unión Cuba Petróleo, CUPET.

## Presencia internacional
Zarubezhneft desarrolla sus actividades en:
- Vietnam
- Cuba
- Bosnia y Herzegovina
- Croacia
- Jordán
- Rusia (Comarca autónoma de los Nenets Okrug)
- Uzbekistán

La cooperación se está realizando con las empresas de Kazajistán, Guinea Ecuatorial, Angola, Ecuador, Libia y otros países productores.

## Receptores del programa de petróleo por alimentos de Irak
Zarubezhneft recibió 174,5 millones de barriles de vales de petróleo del Programa Petróleo por Alimentos.